# Monococcus
Monococcus é um género botânico pertencente à família Phytolaccaceae.
1. ↑  «Monococcus — World Flora Online». www.worldfloraonline.org. Consultado em 19 de agosto de 2020